# Matti Kuosku
Matti Kullervo Kuosku (* 4. März 1941 in Pelkosenniemi; † 22. April 2012 in Gävle) war ein schwedischer Skilangläufer.
Kuosku, der für den Högbo GIF startete, nahm an den Olympischen Winterspielen 1976 in Innsbruck teil. Dabei belegte er den 19. Platz über 50 km. In den Jahren 1974 und 1976 gewann er den Wasalauf und in den Jahren 1981 und 1982 den Finlandia-hiihto.